# Heuvelland (Süd-Limburg)
Das Heuvelland (deutsch Hügelland) bezeichnet die hügelige Landschaft im Südosten der Niederlande, in der die höchste Erhebung des Landes liegt. Nicht zu verwechseln mit der gleichnamigen  Gemeinde Heuvelland in West-Flandern. Um Verwechselungen zu vermeiden, wird auch von Limburgs Heuvelland gesprochen.

## Geografie
Die Grenzen des Heuvellands sind nicht eindeutig festgelegt. Im engeren Sinne handelt es sich um die Region östlich der Autobahn A2, südlich der A79 und südwestlich der A76. Gewöhnlich ist aber mit Heuvelland der ländliche Teil der Provinz Limburg südlich von Sittard gemeint.
Das Heuvelland wird durch die Ausläufer der Eifel im Osten und der Ardennen im Süden, einen Teil des Vennvorlands, gebildet. Der höchste Berg und gleichzeitig die höchste Erhebung des europäischen Teils der Niederlande ist der Vaalserberg. Im Heuvelland liegen auch der berühmte Cauberg in Valkenburg aan de Geul, der Sint Pietersberg und zwei künstliche Hügel, 
der 239,3 m NAP hohe Wilhelminaberg in Landgraaf und der 170,8 m NAP hohe D'n Observant bei Maastricht. Das Dorf Vijlen (200 m NAP) befindet sich ebenfalls im Heuvelland.
Die natürliche Landschaft im Heuvelland ist durch Wälder, Moore, Felder, Wiesen und Obstgärten geprägt.
Im englischen Sprachgebrauch wird das Heuvelland auch als „Dutch Mountains“ bezeichnet. International bekannt wurde diese Bezeichnung durch den gleichnamigen Song der niederländischen Popgruppe „The Nits“.

## Kultur
Das Heuvelland ist im Jahr 2005 von der niederländischen Regierung als Nationaal Landschap aufgenommen worden. Zahlreiche Kirchen, Schlösser, Bauernhöfe und Mühlen stehen unter Denkmalschutz. Typisch für Limburg sind auch die Wegkreuze und Kapellen am Wegesrand, welche sich entlang vieler Straßen befinden.

## Tourismus
Für den Tourismus sind vor allem Maastricht und Valkenburg bedeutend. In der gesamten Region gibt es zahlreiche Hotels, Pensionen, Ferienanlagen, und Campingplätze.

## Bildergalerie

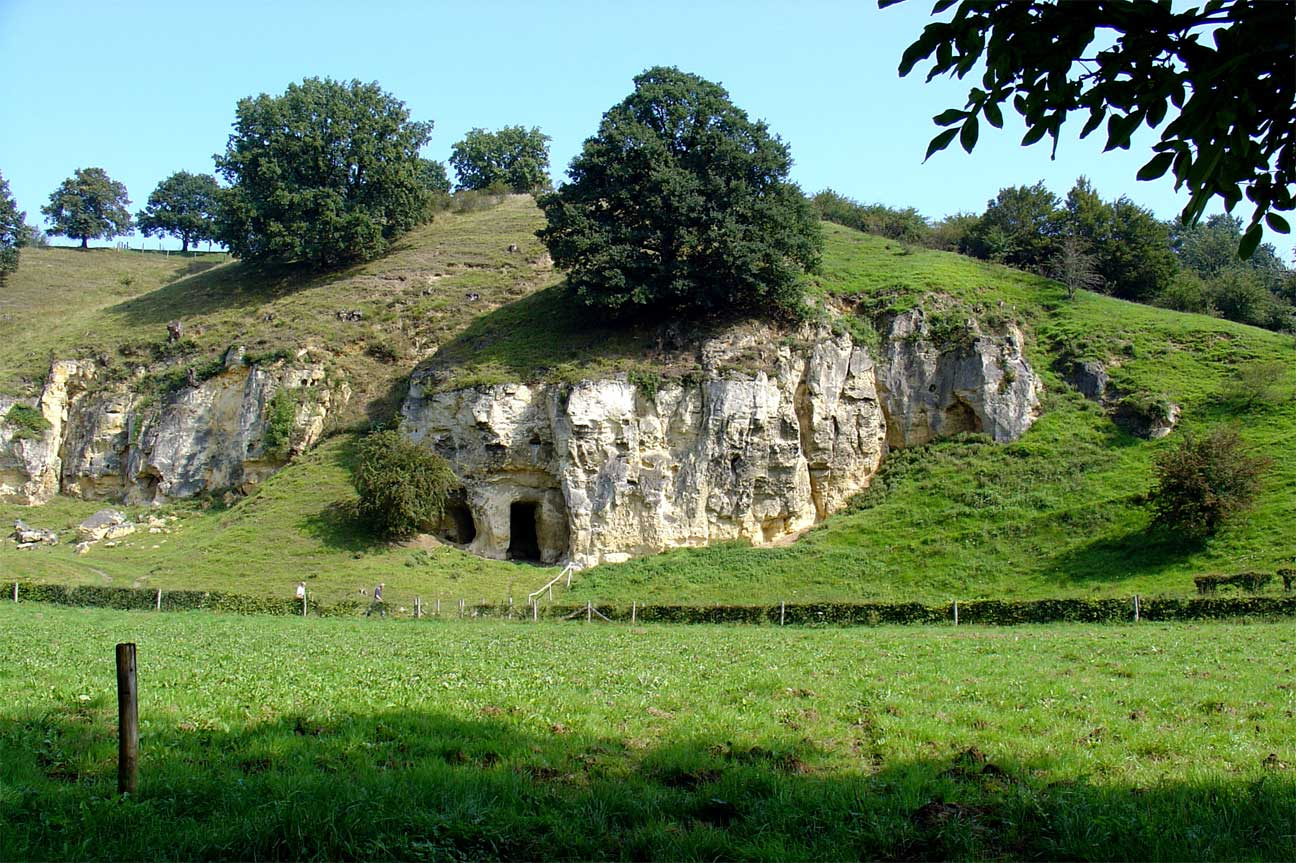
Kreideformation Bemelerberg
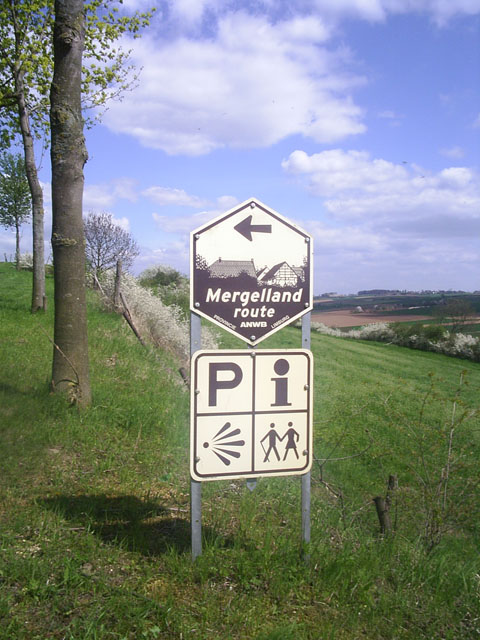
Mergellandroute
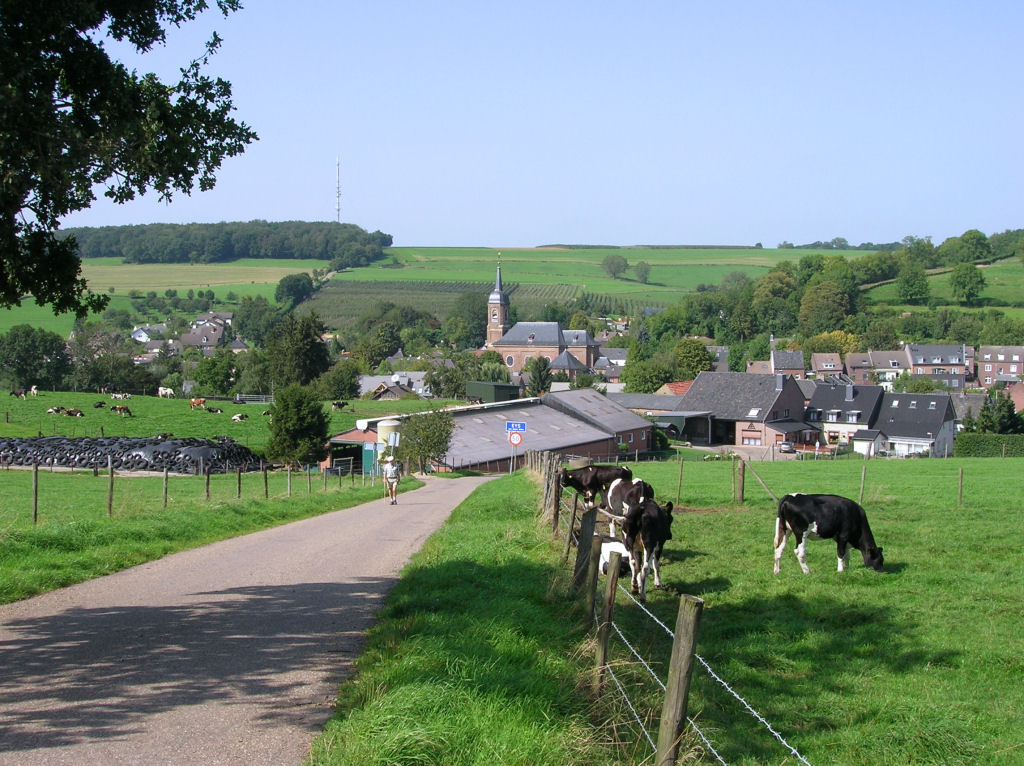
Mergelland bei Eys
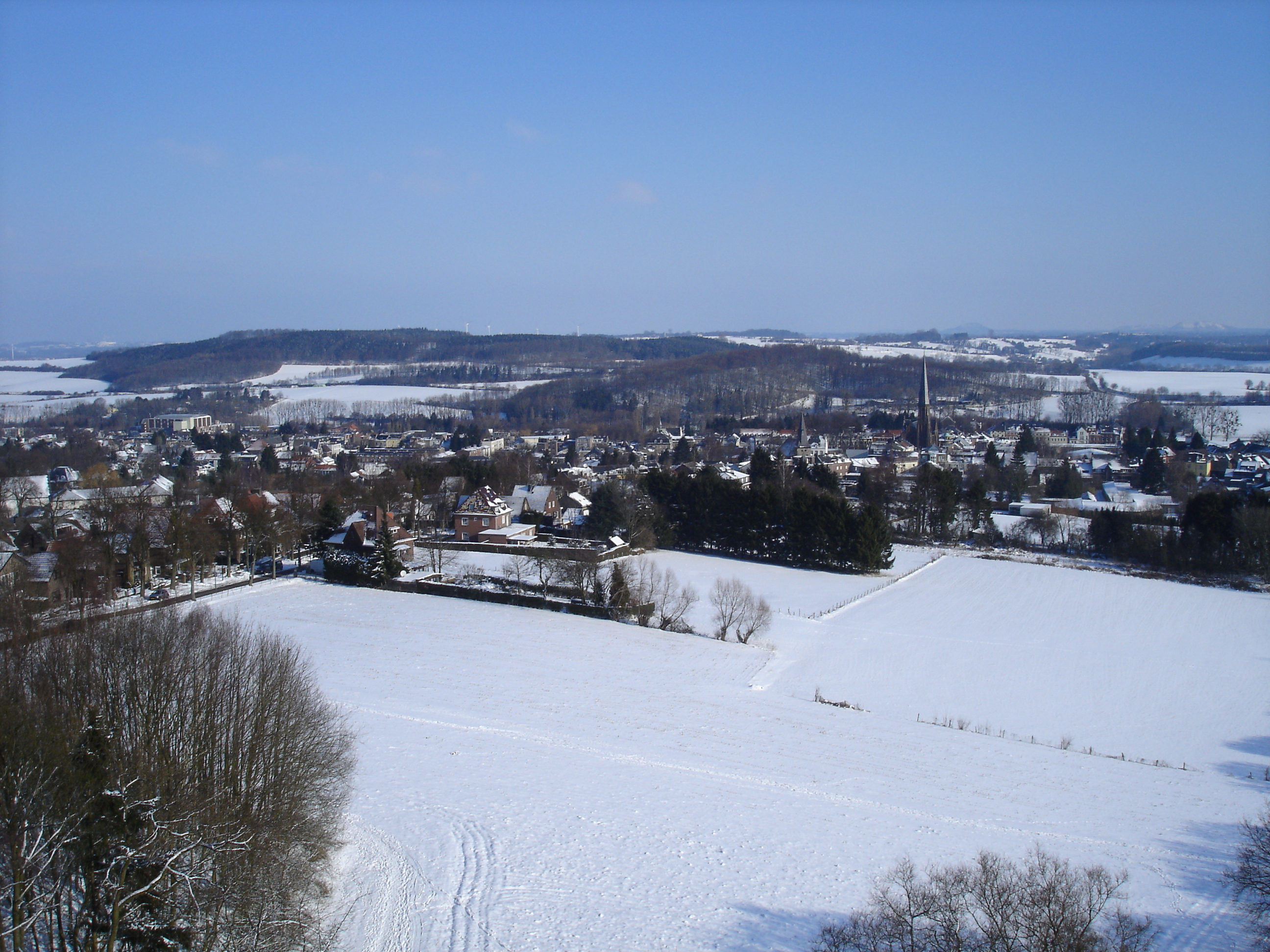
Uitzicht Vaalserberg
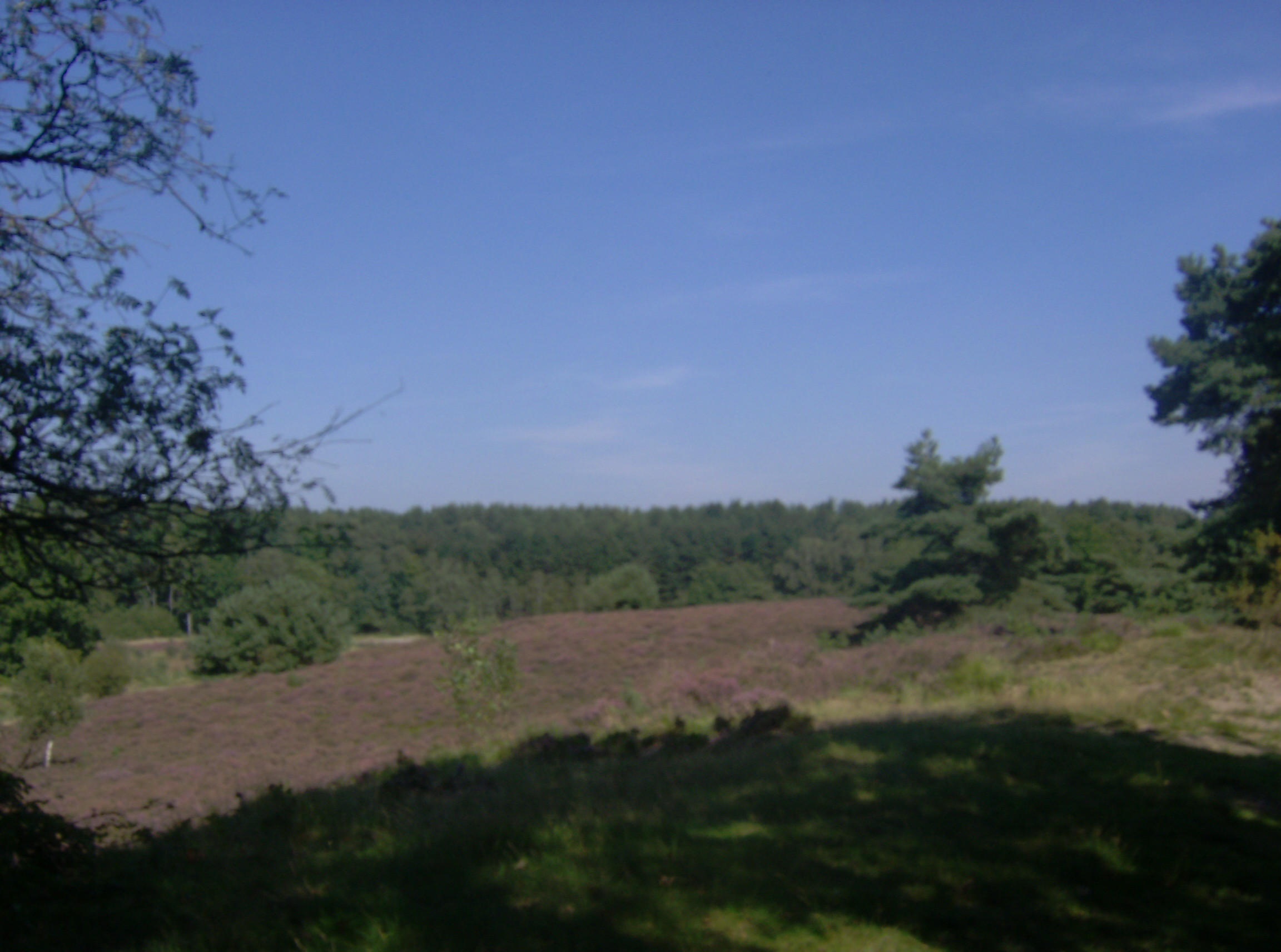
Brunssummerheide
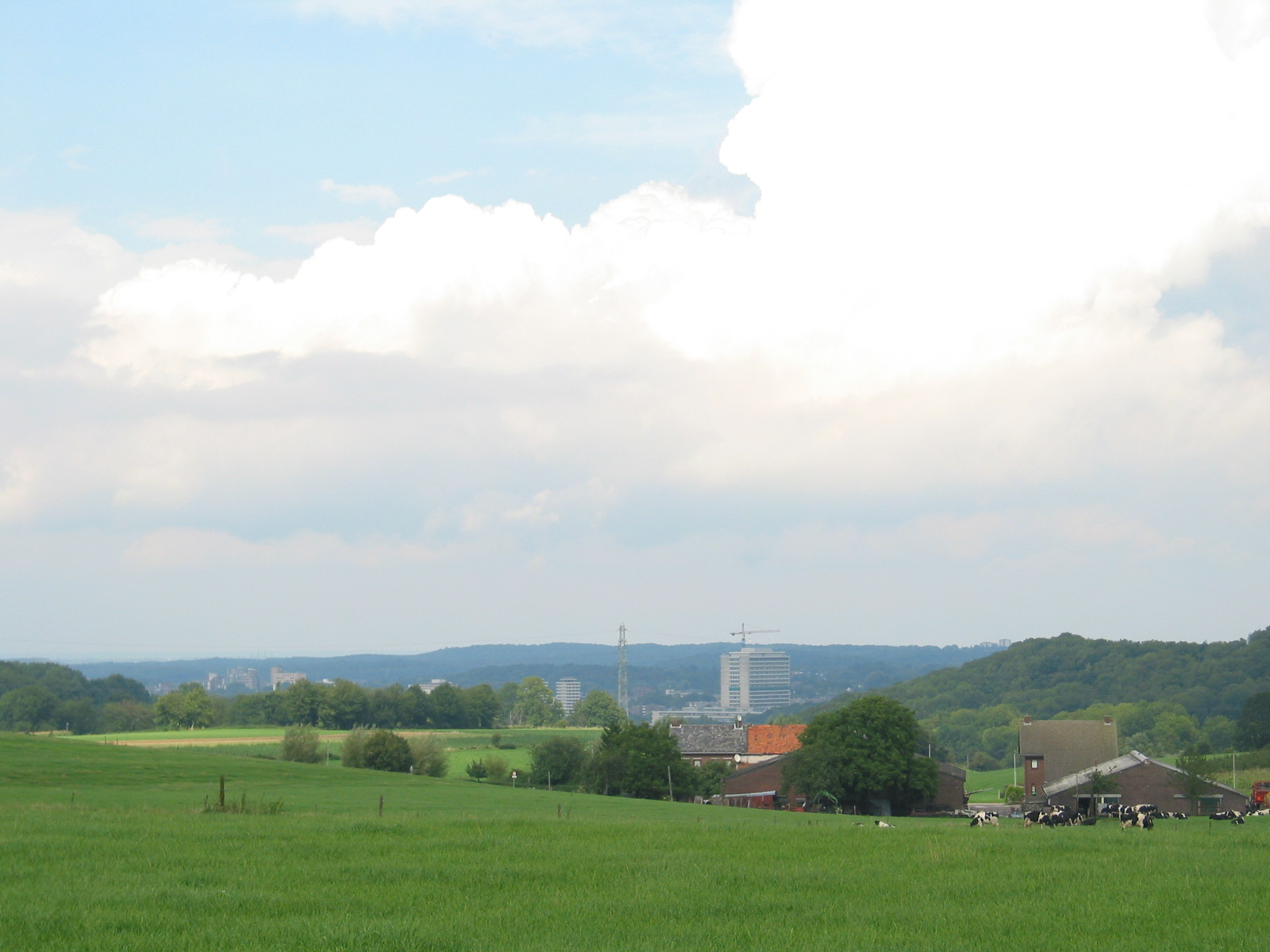
Aussicht auf Heerlen
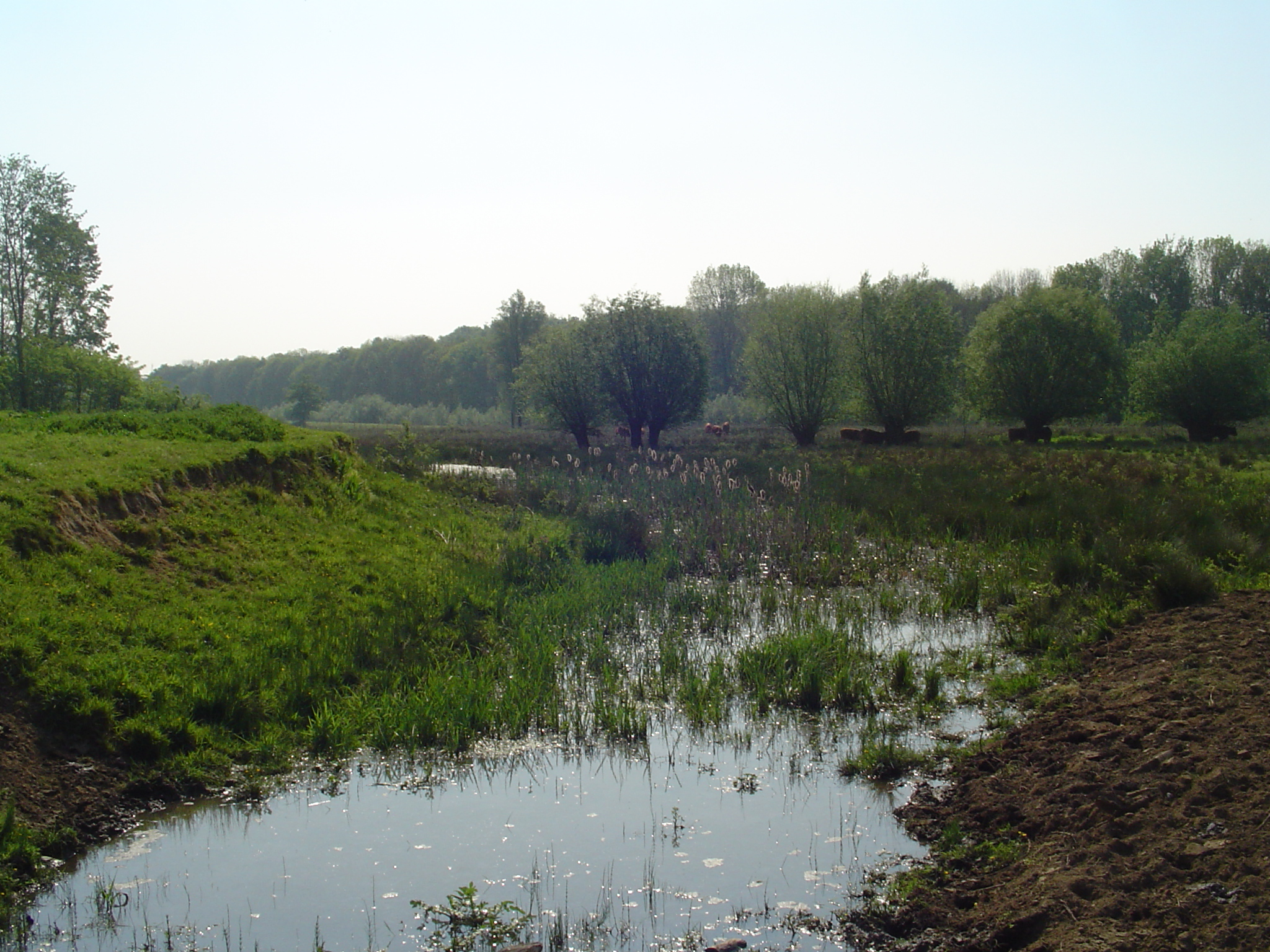
Geleenbeekdal
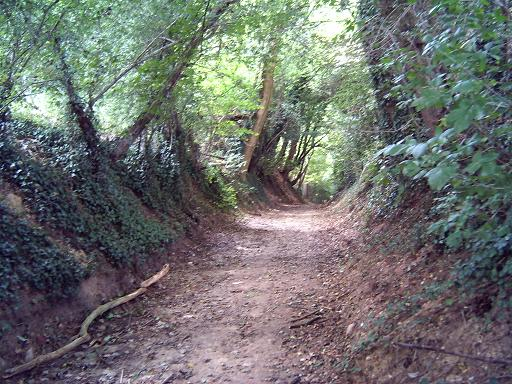
Hohlweg in Ulestraten